# إيفا لي
إيفا لي (بالإنجليزية: Eva Lee) هي لاعبة كرة الريشة أمريكية، ولدت في 7 أغسطس 1986 في هونغ كونغ في الصين.

## وصلات خارجية
- إيفا لي على موقع BWF.tournamentsoftware.com (الإنجليزية)
- إيفا لي على موقع BWFbadminton.com (الإنجليزية)
- إيفا لي على موقع اللجنة الأولمبية الدولية (الإنجليزية)
- إيفا لي على موقع أوليمبيديا (الإنجليزية)